# Eure Mami
Eure Mami ist das zweite Album der deutschen Sängerin Katja Krasavice. Es ist am 29. Januar 2021 erschienen.

## Hintergründe
Am 17. August 2020 verkündete Krasavice auf ihrem Instagram-Account einen Nachfolger ihres Debütalbums Boss Bitch. Aus dem Album wurden fünf Singleauskopplungen veröffentlicht, darunter enthielten zwei Songs Featurings: Million Dollar A$$ (feat. Fler), Ich seh, Alles schon gesehen, Highway (feat. Elif) und Friendzone.
In diesem Album arbeitete die Musikerin erstmals mit anderen Musikern zusammen.
Million Dollar A$$ erreichte in den deutschen Charts Platz drei sowie in Österreich und der Schweiz Rang 39 und Position 73. Der Song Highway erreichte Platz eins der deutschen Singlecharts. Friendzone erreichte Platz zwei der deutschen Singlecharts.
Der Song Highway ist für die Sängerin sowie für Elif der erste Nummer-eins-Hit in Deutschland. Als Dankeschön wurde am 17. Januar 2021 eine Live-Session von Highway mit der Sängerin Luna veröffentlicht.
Auch in diesem Album war wieder eine Deluxe-Edition des Albums erhältlich, die auf 12.500 Stück limitiert und trotzdem schnell ausverkauft war. Insgesamt besitzt die Box sechs Inhalte. Zudem betonte sie, die Boxinhalte würden den Preis der Box nicht abdecken, aber sie wolle trotzdem den Preis so günstig wie möglich halten.
Für die Singles Million Dollar A$$, Highway und Friendzone gab zusätzlich Merch (unter anderem ein T-Shirt und ein Longsleeve). Beide Kleidungsstücke waren nach kurzer Zeit ausverkauft.
Am 22. Januar 2021 wurde ein Snippet des Albums veröffentlicht.

## Musik und Texte
Das Album beinhaltet unter anderem Songs, die auf Krasavices Vergangenheit zurückgreifen, wie z. B. bei der Single Ich seh, wo die Künstlerin durch viele verschiedene Räume in einer Villa läuft, die die Schicksalsschläge Krasavices verdeutlichen sollen wie Mobbing, Gewalt in der Familie und der Tod ihrer Brüder. In der Single Alles schon gesehen geht es um eine Beziehung der Sängerin, in der ihr Freund sie verlassen hat. Der Song Highway mit Elif handelt von Freiheit. Durch diese Art von Musik gewann Krasavice mehr Zuschauer und positive Resonanz zu sich, da die meisten solche Texte besser finden als ihre früheren Werke, in denen es oft nur um Sexualität ging.

## Covergestaltung
Auf dem Cover des Albums hält Krasavice ein Baby mit bunten Haaren im Arm. Auch sie trägt eine Perücke mit bunten Haaren.

## Titelliste
| Nr. | Titel                           | Autor(en) | Länge |
| --- | ------------------------------- | --- | ----- |
| 1.  | Million Dollar A$$ (feat. Fler) | Simes Branxons, Fler, Katja Krasavice, Marco Tscheschlok, Oliver Groos, Luca Montesinos Gargallo                 | 3:12  |
| 2.  | Wir bleiben wach                | Vanessa Schulz, Ali Firatoğlu, Yannick Johannknecht, Katja Krasavice                                             | 3:14  |
| 3.  | Stottert die Bitch              | Vanessa Schulz, Ali Firatoğlu, Yannick Johannknecht, Katja Krasavice                                             | 2:43  |
| 4.  | Du bringst mich um              | Vanessa Schulz, Ali Firatoğlu, Yannick Johannknecht, Katja Krasavice                                             | 2:23  |
| 5.  | Ich seh                         | Yannick Johannknecht, Vanessa Schulz, Katja Krasavice, Ali Firatoğlu                                             | 2:57  |
| 6.  | Böse Mädchen                    | Vanessa Schulz, Ali Firatoğlu, Yannick Johannknecht, Katja Krasavice                                             | 2:57  |
| 7.  | Tiktok Baddie                   | Vanessa Schulz, Ali Firatoğlu, Yannick Johannknecht, Katja Krasavice                                             | 2:22  |
| 8.  | Alles schon gesehen             | Luca Montesinos Gargallo, Ali Firatoğlu, Vanessa Schulz, Yannick Johannknecht, Katja Krasavice                   | 2:43  |
| 9.  | Die Hübsche                     | Luca Montesinos Gargallo, Yannick Johannknecht, Katja Krasavice, Marco Tscheschlok, Oliver Groos                 | 2:57  |
| 10. | Spicy                           | Luca Montesinos Gargallo, Yannick Johannknecht, Katja Krasavice, Marco Tscheschlok, Oliver Groos                 | 2:25  |
| 11. | Highway (feat. Elif)            | Elif Demirezer, Luca Montesinos Gargallo, Oliver Groos, Yannick Johannknecht, Marco Tscheschlok, Katja Krasavice | 2:44  |
| 12. | Tsunami                         | Vanessa Schulz, Ali Firatoğlu, Yannick Johannknecht, Katja Krasavice                                             | 2:28  |
| 13. | Friendzone                      | Vanessa Schulz, Ali Firatoğlu, Yannick Johannknecht, Katja Krasavice                                             | 2:15  |
| 14. | Eure Mami                       | Luca Montesinos Gargallo, Ali Firatoğlu, Yannick Johannknecht, Katja Krasavice                                   | 2:10  |

## Charts und Chartplatzierungen
Eure Mami erreichte in Deutschland die Chartspitze der Albumcharts. Darüber hinaus erreichte das Album auch die Chartspitze der deutschen deutschsprachigen Albumcharts sowie die Chartspitze der deutschen Hip-Hop-Charts. Beide Chartlisten führte Krasavice hiermit nach Boss Bitch jeweils zum zweiten Mal an. In Österreich erreichte das Album ebenfalls die Chartspitze. Hier erreichte Krasavice zum zweiten Mal die Top 10 sowie erstmals die Chartspitze.
| ChartsChartplatzierungen | Höchstplatzierung | Wochen |
| ------------------------ | ----------------- | ------ |
| Deutschland (GfK)        | 1 (4 Wo.)         | 4      |
| Österreich (Ö3)          | 1 (2 Wo.)         | 2      |

| ChartsJahrescharts (2021) | Platzierung |
| ------------------------- | ----------- |
| Deutschland (GfK)         | 53          |